# Milivoj Bačanović
Milivoj Bačanović (Herceg Novi, 5. decembar 1921 — Sarajevo, 17. april 2012) bio je proslavljeni prvak Opere Narodnog pozorišta u Sarajevu.

## Biografija
Završio je Pomorsku trgovačku akademiju (Dubrovnik – Kotor), a potom studirao pjevanje u Italiji na Konzervatoriju Rosini u Pezaru.
Učesnik je Narodnooslobodilačke borbe od 1. augusta 1944. godine.
Od osnivanja Sarajevske opere 1946. godine, gdje je došao iz Beograda, iz Centralne umjetničke grupe USAOJ-a Ivo Lola Ribar, bio je sve do penzionisanja prvak te opere, izuzev sezone 1955/56, kada je bio angažovan u Zagrebačkoj operi za glavne role baritonskog faha. Gostovao je u svim jugoslovenskim operskim kućama, kao i u inostranstvu: Grčka, Italija, Njemačka, Belgija, Francuska, Bugarska, Rumunija. Zajedno sa Ljiljanom Molnar-Talajić uz klavirsku pratnju Mladena Pozajića predstavljao Jugoslaviju u Parizu, na izložbi Umjetnost na tlu Jugoslavije (Gran Pale, 1971).
Sa uspjehom izvodio zabavne melodije, napolitanske i starogradske pjesme itd.
Nakon penzionisanja, od 1990 do 1995, na poziv Sarajevske opere, posvetio se pedagoškom radu pri operskom studiju, tumačeći mladim operskim pjevačima ljepotu belkanto pjevanja.
Umro je u Sarajevu, 17.aprila 2012.

## Nagrade
1975.godine, dobitnik je Dvadesetsedmojulske nagrade za afirmaciju naše muzičke umjetnosti, stimulisanje muzičkog stvaralaštva i širenje muzičke kulture.
U Belgiji, na internacionalnom takmičenju muzičkih umjetnika 1953.godine, dobio je dvije nagrade: Prvu baritonsku i u ukupnom takmičenju na kojem je učestvovalo 200 pjevača iz svih zemalja svijeta, dobio je prvu nagradu – Gran pri.
Šestoaprilsku nagradu Grada Sarajeva 1961.godine dobio je za ulogu Rigoleta u istoimenoj operi.
Ukazom predsjednika SFRJ, 1950.godine odlikovan je Ordenom rada III reda, a Ordenom rada sa zlatnim vijencem drugog reda 1972.godine.
Spomen plaketu Grada Sarajeva dobio je 1965.godine.
Nagradu Udruženja reproduktivnih umjetnika BiH dobio je 1961.
Zlatnu plaketu Muzičke omladine dobio je 1970.godine.
Dobitnik je više visokih nagrada Saveza kompozitora Jugoslavije.
Dobitnik je Plakete Grada Sarajeva 1979.godine, kao zaslužan građanin.
Povelju počasnog člana Saveza muzičkih umjetnika Jugoslavije primio je 1979.
Zlatnom značkom Muzičke omladine BiH bio je nagrađen 1970.godine.

## Uloge
Uz veoma plodnu karijeru operskog pjevača, naročitu pažnju posvetio je koncertnom izvođenju djela poznatih stranih, a naročito kompozitora sa prostora bivše Jugoslavije: Vlado Milošević, Branko Grković, Jaroslav Pleciti, Beluš Jungić, Josip Andrić, Mladen Stahuljak, Milan Jeličanin, Miloje Milojević, Stevan Hristić, Josip Hatze, Vlado Bezuljak, Milan Prebanda, Vlado Berdović, Arijan Kozina, Josip Slavinski, Ivan Lukačić, Mladen Pozajić, Božidar Trudić, Krešimir Baranović, Vatroslav Lisinski, Boris Papandopulo, Ivan Zajc, Vlado Gotovac, Petar Konjović, Lotka Kalinski, Vlastimir Nikolovski, Vladimir Ružđak.
U svojoj dugogodišnjoj karijeri pjevao je u slijedećim operama: Rigoleto, Verdi; Evgenije Onjegin, Čajkovski; Ero s onoga svijeta, Gotovac; Carska nevjesta, Rimski-Korsakov; Seviljski brijač, Rosini; Madam Baterflaj, Pučini; Trubadur, Verdi; Pikova dama, Čajkovski; Figarova ženidba, Mocart; Boemi, Pučini; Ekvinocij, Kozina; Bajaco, Leonkavalo; Faust, Guno; Manon Lesko, Pučini; Travijata, Verdi; Minjon, Tomas; Lućija di Lamermur, Doniceti; Don Paskvale, Doniceti; Aida, Verdi, Manon, Masne; Amelija ide na ples, Menoti; Čarobna frula, Mocart; Don Karlos, Verdi; Đokonda, Ponkijeli; Katarina Ismailova, Šostakovič; Četrdesetprva, Logar; Andre Šenije, Umberto; Otmica Lukrecije, Britn; Plašt, Pučini; Alamistekeo, Vioci; Falstaf, Verdi; To je rat, Petković, Salata, Milo; Cosi fan tute, Mocart; Most svetog Luja kralja, Rojter; Vojvoda od Albe, Doniceti; Marta, Flotov; Moć sudbine, Verdi; Analfabeta, Kalinski; Boris Godunov, Musorgski;

## Porodica
Sin Milivoja Bačanovića, Branko Bačanović - Bambi, jedan je od velikih grafičkih umjetnika na tlu bivše Jugoslavije. Proslavio se plakatima za pozorištne predstave i igrane filmove.
Njegov stariji unuk Vuk Bačanović, poznati je istoričar i novinar, dok je mlađi unuk Marko Bačanović nagrađivani pjesnik.

## Spolajšnje veze
- Istorijat Sarajevske opere
- Odlazak prvaka Sarajevske opere
- http://www.opera.hr/index.php?p=article&id=155
- http://portal.lzmk.hr/clanak.aspx?id=53485%5B%5D